# دانييلا وانغ
دانييلا وانغ (بالصينية: 王李丹妮)‏ هي ممثلة صينية، ولدت في 6 أغسطس 1989 في الصين.

## وصلات خارجية
- دانييلا وانغ على موقع IMDb (الإنجليزية)
- دانييلا وانغ على موقع قاعدة بيانات الفيلم (الإنجليزية)